# 有賀峠
有賀峠（あるがとうげ）は、長野県諏訪市にある標高1,063mの峠。

## 概要
諏訪市有賀から上伊那郡辰野町へ抜ける最短経路である。諏訪湖の南にそびえる糸魚川静岡構造線の断層崖上の鞍部にあり、長野県道50号諏訪辰野線が峠を通過している。
峠の諏訪湖側は断崖を這うような急勾配だが、南側は山間の緩やかな下りが続いて辰野町に至る。
峠を越えた南側は地形から見れば伊那谷に属するものの諏訪市の市域である。
峠周辺にはザゼンソウ、南の山間へ入った板沢地区には福寿草の群落がある。
上野地区は古くから上野大根と呼ばれる大根の産地であり、晩秋には軒先やビニールハウスのパイプに「井」の字に組んだ大根を連ねて吊るし、天日干しする風景が見られる。